# Добрич (річка)
Добрич (біл. Добрыч), у верхній течії Добриця — річка в Корм'янському районі Гомельської області Білорусі, права притока річки Сож (басейн Дніпра).
Довжина річки 36 км. Площа водозбору 236 км². Середня витрата води в гирлі 1,4 м³/с. Починається приблизно за 2,5 км у напрямку на північ від села Задуб'є. Впадає до Сожа за 2 км у напрямку на схід від села Висока. Основна притока - Ржавка.
Біля річки населені пункти Задуб'є, Петровичі, Пасіка-Слобідка, Староград, Хизів, Тарахівка, Рудник, Добрич.